# Wilhelm Stier (Architekt)

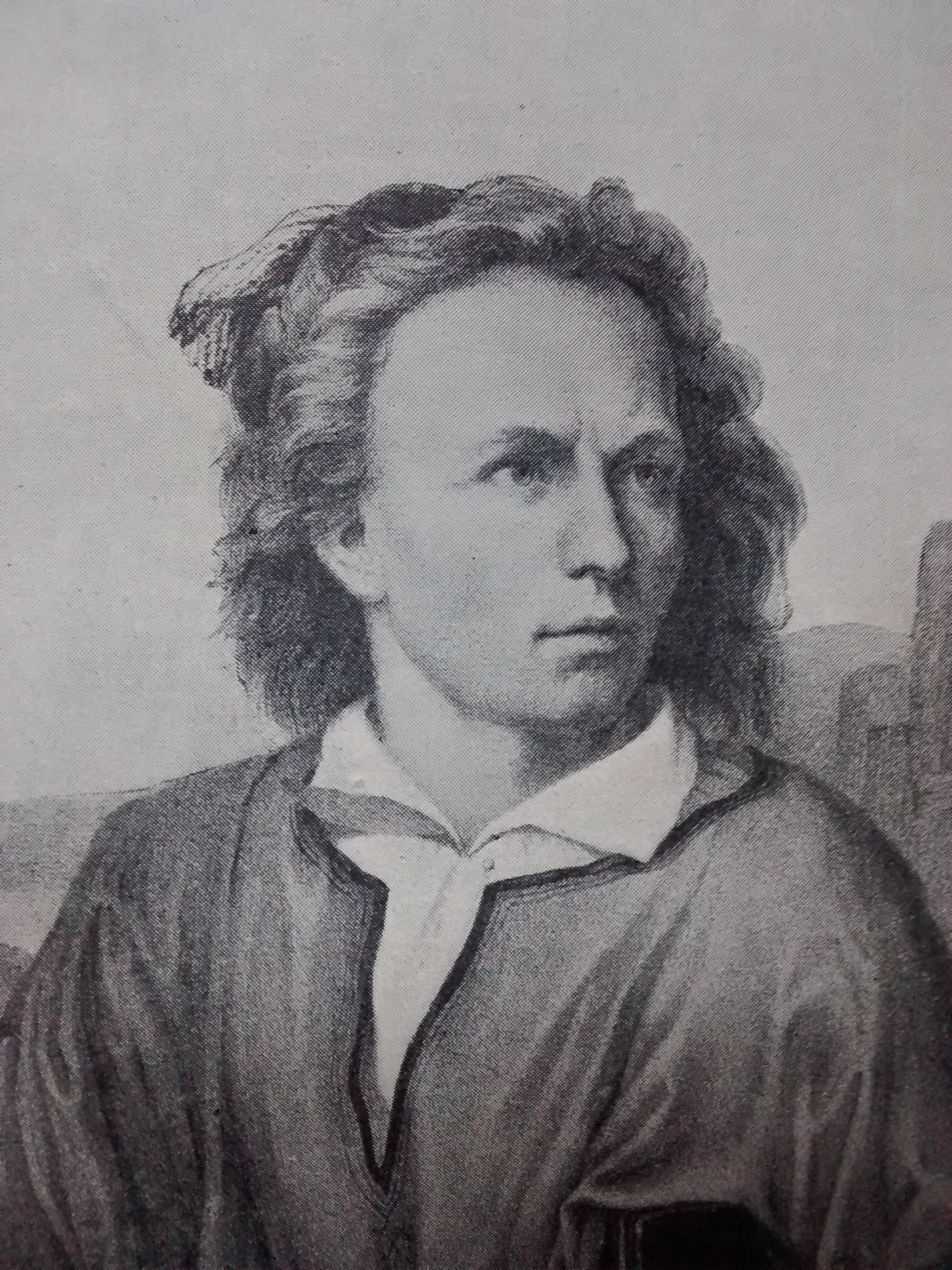
Wilhelm Stier, mach Ney, um 1825, Bleistiftzeichnung

Wilhelm Stier (* 8. Mai 1799 in Błonie bei Warschau; † 19. September 1856 in Schöneberg; vollständiger Name: Friedrich Ludwig Wilhelm Stier) war ein deutscher Architekt und Hochschullehrer an der Berliner Bauakademie.

## Leben
Wilhelm Stier wurde als Sohn eines preußischen Proviantmeisters in der damaligen preußischen Provinz Südpreußen geboren und wuchs nach deren Ende in Schlesien auf. Seit 1812 lebte er bei Verwandten in Berlin und besuchte das Gymnasium zum Grauen Kloster. Wilhelm studierte an der Bauakademie in Berlin, einer seiner Lehrer war Salomo Sachs, mit dem er zeitlebens befreundet war. Im Jahr 1817 legte er die Bauführerprüfung ab.
Nach vier Jahren weiterer Ausbildung im Rheinland unter Anleitung von Adolph von Vagedes machte er sich zu Fuß über Frankreich nach Italien auf. Über seine Reise berichtete er in den postum veröffentlichten Hesperischen Blättern. Er fand Anschluss an den Kreis der deutschen Künstler in Rom. Als Mitarbeiter nahm er an der Expedition von Hittorff und Zanth zur Erforschung der griechischen Altertümer in Süditalien teil und wirkte an Veröffentlichungen des preußischen Gesandten Bunsen zur Stadtgeschichte Roms mit.
Im Oktober 1824 lernte Wilhelm Stier Schinkel auf dessen zweiter Italienreise kennen. Schinkel erkannte das künstlerische Ausnahmetalent Stiers, wollte ihn als Lehrer für die Bauakademie gewinnen und verschaffte ihm ein preußisches Staatsstipendium, das es Stier ermöglichte, seine Studien zur antiken Architektur noch zwei Jahre fortzusetzen.

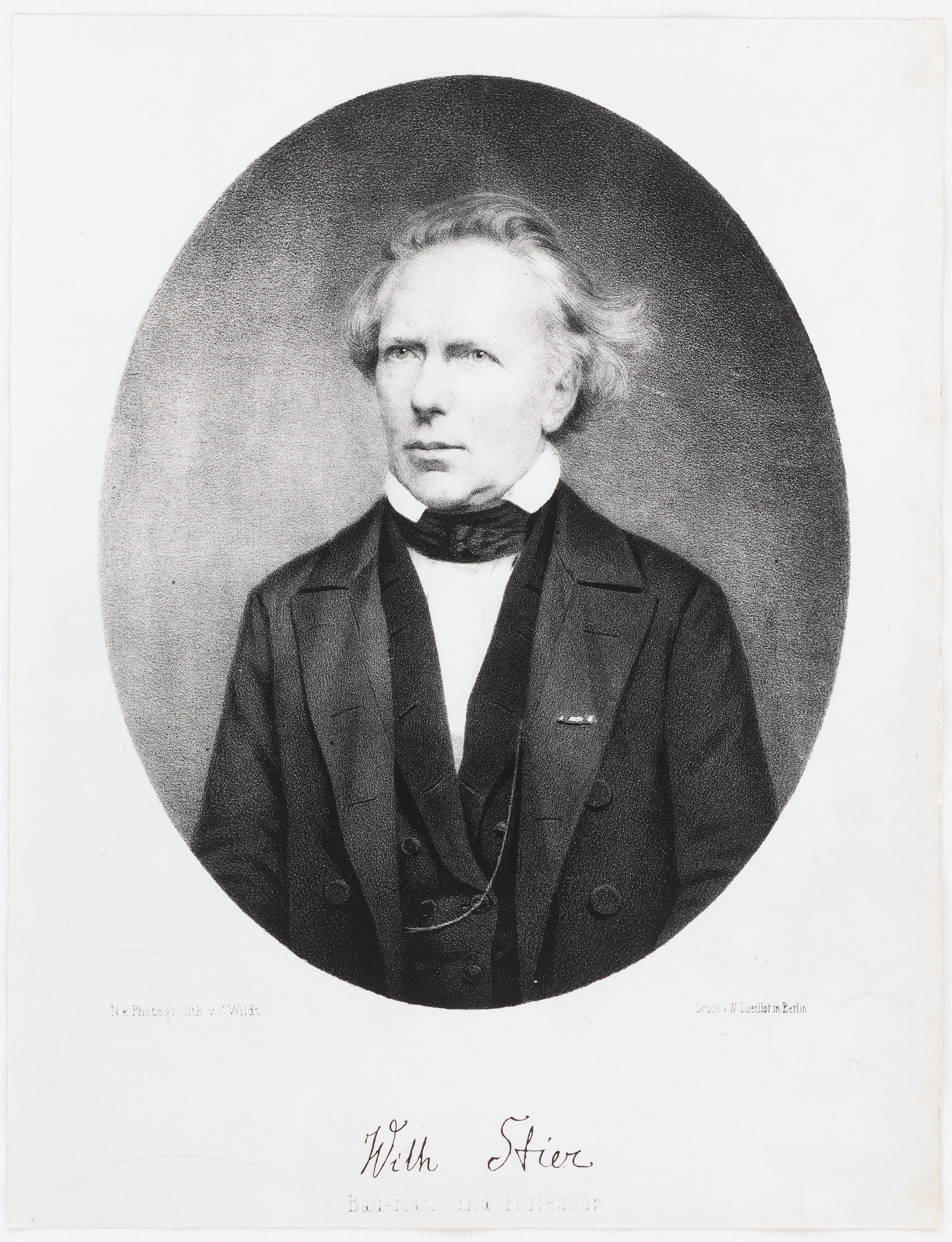
Professor und Baurat Wilhelm Stier, 1850

Nach fünf Jahren in Italien wurde Stier – bis dahin nur Baukondukteur (Referendar) – zu Ostern 1828 Lehrer an der Berliner Bauakademie und begründete dort ein neues Kolleg für Entwerfen, später für Kunstgeschichte. Nach einigem Druck legte er ein vereinfachtes Examen ab und erhielt infolgedessen im Jahre 1831 die Qualifikation eines Landbauinspektors für eine große Stadt und den Titel Professor.

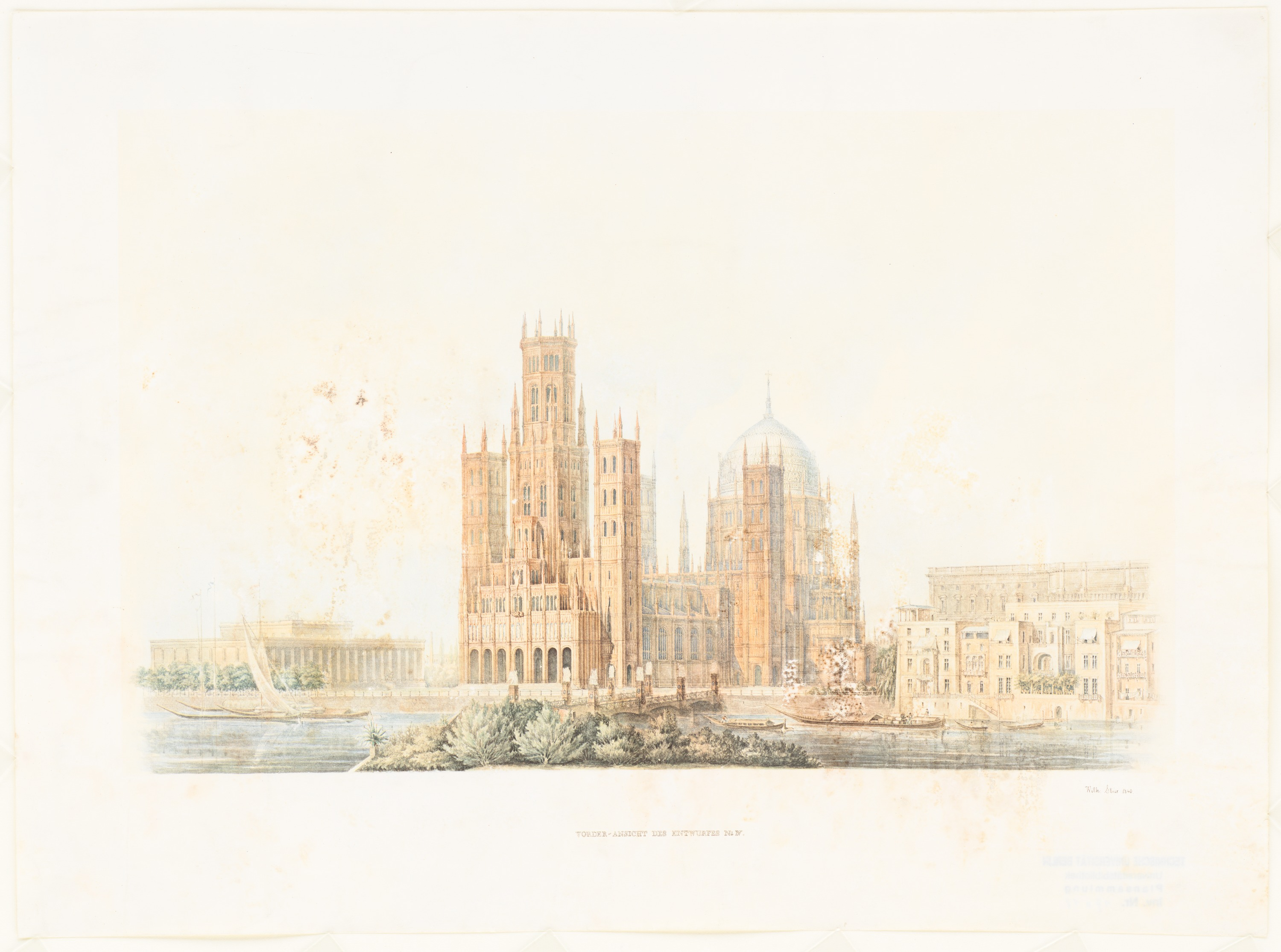
Entwurf für den Berliner Dom

Stier verfasste zahlreiche Studien- und Lehrentwürfe, u. a. für den Berliner Dom, in denen er das Nachahmen historischer Stile ablehnte. Ab 1841 war er Mitglied der Preußischen Akademie der Künste. 1842 wurde er Mitglied der Akademie der Wissenschaften in Berlin und 1853 in München. 1847 bildete sich um Stier, der ein charismatischer Lehrer war, ein Kreis studentischer Bewunderer, der als Akademischer Verein Motiv bis heute existiert und das Andenken Stiers pflegt.

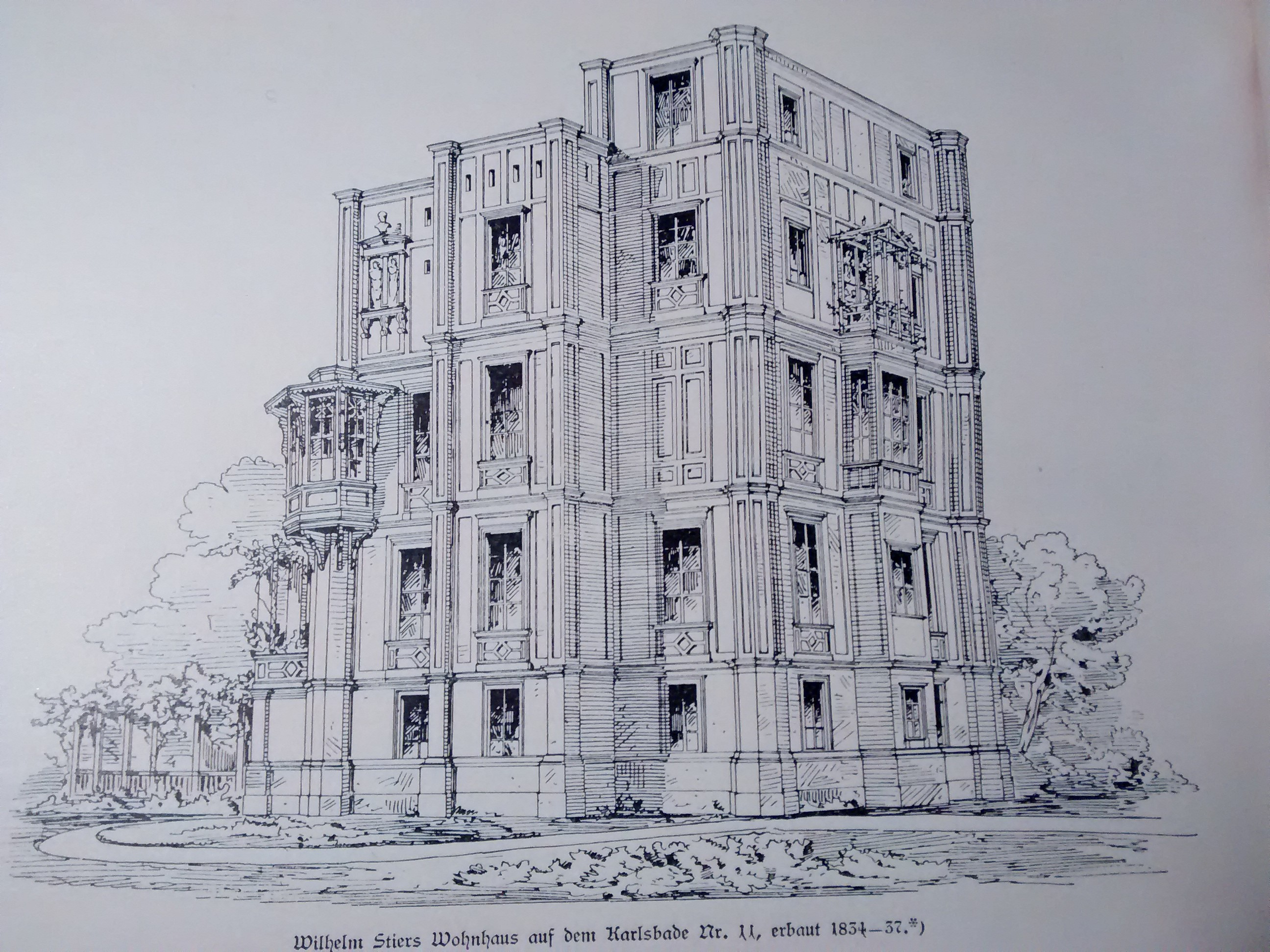
„Stierburg“, Wohnhaus des Architekten Wilhelm Stier, errichtet 1834–1837

Stier wohnte seit 1837 in dem vom Volksmund durch seinen malerischen Aufbau „Stierburg“ genannten Haus. Es lag in der bis 1860 zu Schöneberg gehörenden Straße Auf dem Carlsbade (jetzt: Am Karlsbad) unmittelbar neben dem Wohn- und Atelierhaus von Karl Begas d. Ä., mit dem Stier sich schon in Rom befreundet hatte. Stier gehörte dem Schöneberger Schulvorstand an. Am 18. Januar 1851 wurde ihm das Ritterkreuz des Roten Adlerordens verliehen.

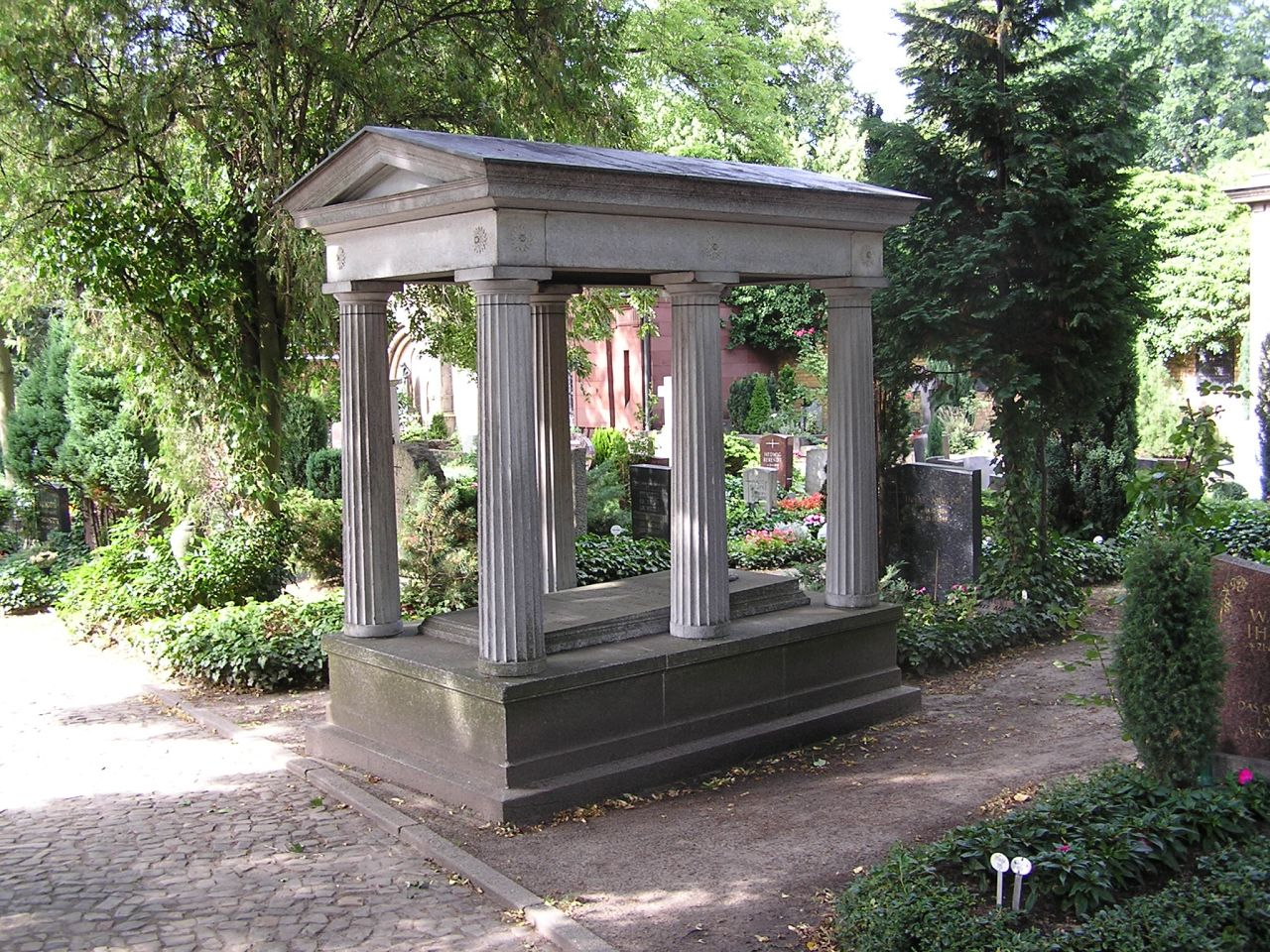
Grabmal für Wilhelm Stier auf dem Friedhof Alt-Schöneberg

Stier ist auf dem Alten Friedhof in der Hauptstraße beigesetzt. Sein von Friedrich August Stüler geschaffenes Grabdenkmal trägt die Inschrift „Dem Freunde, dem Lehrer – die Architekten Deutschlands“. An diesem Grab findet jedes Jahr, auch mehr als 160 Jahre nach seinem Tode, eine Feier „seines“ Akademischen Vereins Motiv zu seinem Gedenken statt.
Wilhelm Stier ist der Vater des Architekten Hubert Stier, Großvater des in Kassel und Wien wirkenden Landschaftsarchitekten Rudolf Stier (1890–1966) und Urgroßvater des Architekten und Stadtplaners Hubert Hoffmann. Wilhelms Cousin Friedrich Gustav Alexander Stier war von 1842 bis 1861 ebenfalls Lehrer an der Bauakademie.
In Berlin-Friedenau ist die Stierstraße nach ihm benannt.